# 마끼다
주식회사 마끼다(株式会社マキタ 마키타[*])는 일본의 전동 공구 제조 대기업이다. 1915년 3월 21일에 설립되었으며, 일본 안조시에 본사를 두고 있다. 브라질, 중국, 일본, 멕시코, 루마니아, 영국, 독일, 두바이, 태국, 미국 등에서 공장을 운영하고 있다. 연간 매출은 2012년 29억 달러를 기록하였다.

## 제품

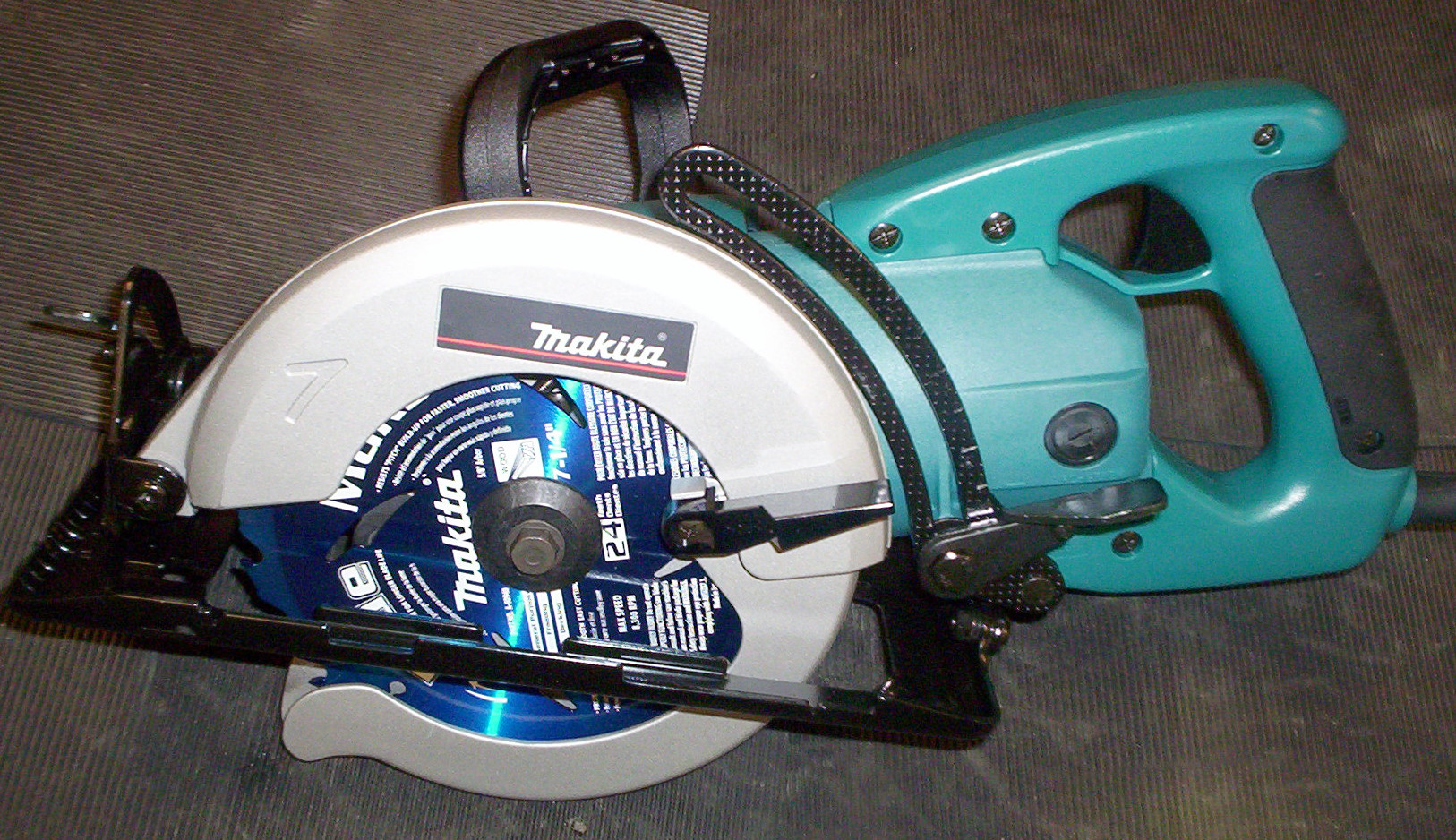
마끼다 원형톱

### 무선 공구
- 무선 스크루 드라이버
- 무선 임팩트 렌치
- 무선 로터리 해머 드릴
- 무선 직소
- 배터리 톱
- 무선 앵글 그라인더
- 무선 대패
- 무선 금속 절단기
- 배터리 구동 식 스크루 드라이버

### 전동 공구
- 전통적 공구 (드릴링 해머, 드릴, 대패, 톱)
- 커팅 및 앵글 그라인더
- 원예 장비 (전기 예초기, 고압 청소기, 송풍기)
- 측정 도구 (거리 측정기, 레이저 레벨기).

### 가솔린 장비
절단기, 발전기, 전기톱, 큰낫, 예초기, 송풍기 등을 제조한다.

### 무선 공구 배터리
2005년에 18V 리튬 이온 무선 공구 제품군을 출시하였다.

### 부속품
마끼다는 무선 공구용 배터리와 충전기 등의 부속품, 제재 도구용 날과 작업 테이블을 제조한다. 또한 작업장으로 도구를 쉽게 운반할 수 있게 하는 운반 케이스도 제조한다.